# NFL GameDay 2004
NFL GameDay 2004 é um jogo eletrônico desenvolvido pela 989 Sports lançado em 13 de setembro de 2003 para as lataformas PlayStation e PlayStation 2. O jogo conta com LaDainian Tomlinson na capa e foi o último da série lançado para PS2.